# 사파이어

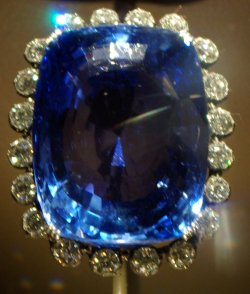
로간 사파이어

사파이어(영어: Sapphire)는 푸른색의 보석으로 강옥의 일종이다. 청옥(靑玉)이라고도 한다. 루비보다 산출량이 많아 루비보다는 가치가 적다. 사파이어라는 이름은 라틴어에서 푸른색을 뜻하는 'Sapphirus'에서 왔다. 9월의 탄생석이기도 하다. 사파이어는 성경의 십계명을 사파이어에 새겼다는 전설이 전해져 내려올 만큼 신성한 보석이다. 그래서 교회의 성직자들이 정직과 성실을 나타내는 보석으로서 특히 사파이어를 좋아했다고 한다. 맑으면서도 진한 빛깔은 현명하고 위엄 있는 왕의 권위를 잘 나타내 주어 왕족들에게 인기가 높았다. 바다의 푸른 빛깔을 닮은 사파이어를 가지고 있으면 눈병에 걸리지 않고 행운이 찾아온다고 믿었다.
푸르고 투명하며 금강석 다음으로 굳은 보석이다. 변성작용을 받는 결정질 석회암에서 주로 산출되며, 결정편암이나 현무암에서도 산출되지만, 여기서 비롯된 사파이어가 보석으로 사용할 수 있는 것은 드물다.
사파이어는 광석 500006km의 안에 있다.

## 같이 보기
- 에메랄드